# Матч за звание чемпионки мира по шахматам 1959/1960
Матч за звание чемпионки мира по шахматам между чемпионкой мира Елизаветой Быковой и претенденткой Кирой Зворыкиной проходил с 4 декабря 1959 года по 4 января 1960 года в Москве.
- Главный арбитр — Вера Чудова.
- Секундант Быковой — Михаил Юдович.
- Секундант Зворыкиной — Алексей Суэтин.

До 10-й партии Елизавета Быкова лидировала с перевесом всего в одно очко, но затем вырвалась вперед, выиграв три партии подряд. Матч закончился победой Быковой (+6-2=5). Таким образом, Елизавета Быкова сохранила за собой звание чемпионки мира по шахматам. Корона ей была удержана ещё на 2,5 года, осенью 1962 года в Москве в поединке с Н.Гаприндашвили Быкова сложила полномочия.

## Таблица матча
| №   | Участники        | 1   | 2   | 3   | 4   | 5   | 6   | 7   | 8   | 9   | 10  | 11  | 12  | 13  |  | + | − | = | Очки |
| --- | ---------------- | --- | --- | --- | --- | --- | --- | --- | --- | --- | --- | --- | --- | --- |  | - | - | - | ---- |
| 1   | Елизавета Быкова | 0   | 1   | ½   | 1   | 0   | ½   | 1   | ½   | ½   | 1   | 1   | 1   | ½   |  | 6 | 2 | 5 | 8½   |
| 2   | Кира Зворыкина   | 1   | 0   | ½   | 0   | 1   | ½   | 0   | ½   | ½   | 0   | 0   | 0   | ½   |  | 2 | 6 | 5 | 4½   |
| ECO | ECO              | B07 | C63 | B18 | C74 | B91 | C84 | B66 | D10 | B91 | E15 | C16 | A80 | C13 |  |   |   |   |      |